# Lyons (Indiana)
Lyons és una població dels Estats Units a l'estat d'Indiana. Segons el cens del 2000 tenia 748 habitants.

## Demografia
Segons el cens del 2000, Lyons tenia 748 habitants, 281 habitatges, i 198 famílies. La densitat de població era de 332 habitants/km².
Dels 281 habitatges en un 34,2% hi vivien nens de menys de 18 anys, en un 54,1% hi vivien parelles casades, en un 11% dones solteres, i en un 29,2% no eren unitats familiars. En el 26% dels habitatges hi vivien persones soles el 15,3% de les quals corresponia a persones de 65 anys o més que vivien soles. El nombre mitjà de persones vivint en cada habitatge era de 2,48 i el nombre mitjà de persones que vivien en cada família era de 2,93.
Per edats la població es repartia de la següent manera: un 26,1% tenia menys de 18 anys, un 7,1% entre 18 i 24, un 25% entre 25 i 44, un 21,5% de 45 a 60 i un 20,3% 65 anys o més.
L'edat mediana era de 38 anys. Per cada 100 dones de 18 o més anys hi havia 79,5 homes.
La renda mediana per habitatge era de 25.592$ i la renda mediana per família de 30.139$. Els homes tenien una renda mediana de 25.909$ mentre que les dones 18.125$. La renda per capita de la població era de 12.771$. Entorn del 20,1% de les famílies i el 20,7% de la població estaven per davall del llindar de pobresa.

## Poblacions més properes
El següent diagrama mostra les poblacions més properes.